# Marko Pejić
Marko Pejić (Zagabria, 24 febbraio 1995) è un calciatore croato, difensore svincolato.

## Carriera

### Club

#### Gli inizi e l'Hajduk Spalato
Cresciuto nelle giovanili della Dinamo Zagabria prima e in quelle del Siena poi, nel gennaio 2015 dopo una breve parentesi al Sesvete si accasa all'Hajduk Spalato firmando un contratto valido fino all'estate del 2018. Il 21 febbraio seguente fa il suo debutto per i Bili partendo da titolare nel match di campionato perso 2-1 contro la Lokomotiva Zagabria. Il 9 luglio, in occasione del primo turno di ritorno di qualificazione di Europa League, fa il suo debutto europeo nella vittoria contro il Kalev Sillamäe (6-2).

#### Austria Vienna, Koper e Kauno Žalgiris
Il 31 gennaio 2017 si trasferisce tra le file dell'Austria Vienna. Fa il suo esordio per i Die Veilchen il 5 novembre seguente, subentra a Thomas Salamon nella gara di campionato persa contro il Mattersburg (1-3).
Nell'ottobre 2019 dopo due stagioni e mezzo di militanza nell'Austria Vienna II, complice il non aver trovato spazio in prima squadra, passa al Koper militante in 2.SNL. Il 7 febbraio 2022 firma un contratto biennale con il Kauno Žalgiris.

### Nazionale
Ha giocato nelle nazionali giovanili croate Under-16, Under-17 ed Under-21.